# Ока (приток на Ангара)
Вижте пояснителната страница за други значения на Ока.
Ока̀ е река в Азиатската част на Русия, Южен Сибир, Република Бурятия и Иркутска област ляв приток на река Ангара (влива се в Окинския залив на Братското водохранилище). Дължината ѝ е 630 km, която ѝ отрежда 120-о място по дължина сред реките на Русия.
Река Ока води началото си от Окинското езеро, на 1941 m н.в., разположено на 20 km северно от най-високия връх на планината Източни Саяни Мунку Сардик (3491 m), в западната част на Република Бурятия. В началото протича през високопланинската Орликска котловина, след което в дълбоко дефиле с дължина над 150 km проломява поредица от хребети на планината Източни Саяни. В този участък течението ѝ е бурно, бързо, с множество теснини и прагове. При село Верхнеокински, Иркутска област Ока излиза от планината и тече на север-североизток, а след това право на север през Иркутско-Черемховската равнина в широка долина с полегати склонове. Влива се в Окинския залив на Братското водохранилище, на 402 m н.в., при село Туковски, Иркутска област. До изграждането и завиряването на водохранилището Ока се е вливала отляво в река Ангара при нейния 1135 km, в близост до съвременния град Братск, като дължината ѝ е била близо 1000 km.
Водосборният басейн на Ока има площ от 34 хил. km2, което представлява 3,27% от водосборния басейн на река Ангара и обхваща части от Република Бурятия и Иркутска област.
Границите на водосборния басейн на реката са следните:
- на изток – водосборните басейни на реките Иркут, Китой, Белая и други по-малки, леви притоци на Ангара;
- на юг – водосборния басейн на река Селенга, вливаща се в езерото Байкал;
- на югозапад – водосборния басейн на река Голям Енисей, дясна съставяща на река Енисей;
- на запад – водосборния басейн на река Чуна, дясна съставяща на река Тасеева, ляв приток на Ангара.

Река Ока получава множество притоци, като 7 от тях са дължина над 100 km.
- 519 → Диби 100 / 1510, на 7 km южно от село Орлик, Република Бурятия
- 501 → Тиса 117 / 3020, на 6 km северозападно от село Орлик, Република Бурятия
- 372 → Хойто Ока 108 / 2430, Република Бурятия
- 178 ← Тагна 158 / 2550, в при село Тагна, Иркутска област
- 139 → Зима 207 / 4460, в град Зима, Иркутска област
- 92 → Камилтей 141 / 3220, на 8 km североизточно от село Камилтей, Иркутска област
- → Ия 486 / 18100, в Братското водохранилище, при село Новое Прирече, Иркутска област. До построяването на водохранилището се е вливала отляво в Ока в района на село Куватка, Иркутска област.

Подхранването на реката е смесено, като преобладава дъждовното. Пълноводието е през летните месеци, вследствие на снеготопенето във високопланинските райони на басейна ѝ и обилните валежи през този сезон. Среден годишен отток 274 m3/s. Замръзва в края на октомври или началото на ноември, а се размразява в края на април или началото на май.
По течението на реката в са разположени сравнително малко населени места:
- Република Бурятия – осем села, в т.ч. село Орлик (районен център).
- Иркутска област – градове: Зима и Саянск.

Горното течение на реката предлага идеални условия за рафтинг (трета и четвърта категория по сложност) и е популярен маршрут за руски и чуждестранни спортисти. В най-долното си течение при високи води е плавателна за малки съдове.